# Atlantis Word Processor
Atlantis Word Processor (ранее известный как Atlantis Ocean Mind) — текстовый процессор для Microsoft Windows. Разработан австралийской компанией Rising Sun Solutions в 2000 году. Разработкой занимались Российские эмигранты.
Отличается компактностью (не более 3 Мб) и непревзойденной скоростью обработки файлов (.rtf). Пользовательский интерфейс Atlantis похож на интерфейс другого подобного приложения — Microsoft Word (до версии 2007 года).

## Описание
Atlantis — текстовый процессор с возможностью настройки интерфейса (изменение главного меню, цветов, звуков, панелей инструментов или горячих клавиш). Atlantis имеет возможность работы с текстом, и буфером обмена. Также поддерживает автозамену, использование шаблонов и стилей, конвертер единиц измерения, автосохранение, изменение межстрочного или межбуквенного расстояния. Даёт возможность защитить набранный текст с помощью шифрования, также присутствует функция архивирования документов.
Проверка орфографии доступна для 26 языков (включая русский, используя дополнительный бесплатный пакет). Любая версия Atlantis может быть установлена на съёмный носитель.

## Возможности
- Поддерживается работа с документами форматов RTF, MS Word DOC 6.0/95/97/2000/XP/2003, DOCX, ODT и другие;
- Сохранение любого документа как электронной книги;
- Режим «веб-документ»;
- Поддержка табов для работы с несколькими документами в одном окне;
- Архивирование документов (формат .rtf сжимается в десятки раз);
- Создание и управление всеми компонентами в сложных документах;
- Газетные колонки;
- Изменения межстрочного и межбуквенного расстояния.
- Верхние и нижние колонтитулы;
- Стили;
- Сноски и концевые сноски;
- Проверки правописания (русский язык не поддерживается);
- Избежание случайно набранных повторных слов;
- Автозамена;
- Расширенные опции буфера обмена;
- Закладки;
- Резервное копирование файлов;
- Технология 256-битного шифрования текста (в собственный формат файлов *.COD);
- Полностью настраиваемые меню, панели инструментов, горячие клавиши, цвета и звуки;
- Для большинства команд и действий предусмотрено звуковое сопровождение (стандартная + 2 доп. звуковых схемы)[2];
- Небольшой размер дистрибутива;
- Отправка документов по электронной почте;
- Для дополнения текста можно использовать несколько графических форматов: BMP, EMF, WMF, JPG, GIF, PNG, PCX, TGA, TIF, PCD и т. д.

### Поддерживаемые форматы файлов
Чтение и запись:
- Plain text (.TXT)
- Rich Text Format (.RTF)
- MS Word 6.0-2003 (.DOC)
- Office Open XML (.DOCX)

Чтение:
- MS Write (.WRI)
- OpenDocument (.ODT)

Запись:
- HTML
- ePUB

Также Atlantis Word Processor имеет собственный (проприетарный) формат документа (.Cod) для зашифрованных документов.

## Статус продукта
Текстовый процессор Atlantis распространяется как условно-бесплатное ПО, которое 30 дней не имеет функциональных ограничений, выдавая только запрос/предложение купить при выходе. После оплаты лицензии становится доступными все обновления, а также бесплатная персонализированная техническая поддержка.
Начиная с версии 1.6.5.8 текстового процессора Atlantis поддержка Windows 9x (95, 98, ME) и Windows NT4 была прекращена.